# 1961 v loďstvech
Tento článek obsahuje významné události v oblasti loďstev v roce 1961.

## Lodě vstoupivší do služby
- 9. února –  USS Shark (SSN-591) – ponorka třídy Skipjack

- 8. března –  HMS Blake (C99) – křižník třídy Tiger

- 29. dubna –  USS Kitty Hawk (CV-63) – letadlová loď třídy Kitty Hawk

- 11. května –  HMS Plymouth (F126) – fregata Typu 12M Rothesay

- 1. června –  HMS Berwick (F115) – fregata Typu 12M Rothesay

- 1. června –  USS Sculpin (SSN-590) – ponorka třídy Skipjack

- 5. června –  USS Scamp (SSN-588) – ponorka třídy Skipjack

- 25. července –  HMS Falmouth (F113) – fregata Typu 12M Rothesay

- 3. srpna –  USS Thresher (SSN-593) – ponorka stejnojmenné třídy

- 26. září –  HMS Lowestoft (F103) – fregata Typu 12M Rothesay

- 28. září –  HMS Brighton (F106) – fregata Typu 12M Rothesay

- 18. října –  HMS Londonderry (F108) – fregata Typu 12M Rothesay

- 24. října –  USS Snook (SSN-592) – ponorka třídy Skipjack

- 27. října –  USS Constellation (CV-64) – letadlová loď třídy Kitty Hawk

- 22. listopadu –  Clemenceau (R98) – letadlová loď stejnojmenné třídy

- 23. listopadu –  HMS Ashanti (F117) – fregata Typu 81 Tribal

- 25. listopadu –  USS Enterprise (CVN-65) – letadlová loď

- 15. prosince –  Luigi Rizzo (F596) – fregata třídy Carlo Bergamini